# Adriana Jelínková
Adriana Jelínková (Brno, 10 april 1995) is een in Tsjechië geboren alpineskiester die tot mei 2022 uitkwam voor Nederland en sindsdien voor Tsjechië.

## Carrière
Tijdens de Olympische Jeugdwinterspelen 2012 in Innsbruck veroverde Jelínková de bronzen medaille op de alpine combinatie, daarnaast eindigde ze als zesde op de reuzenslalom en als dertiende op de Super G. In december 2012 maakte de Nederlandse in Courchevel haar wereldbekerdebuut. Op de wereldkampioenschappen alpineskiën 2013 in Schladming eindigde ze als veertigste op de reuzenslalom.
In Sankt Moritz nam Jelínková deel aan de wereldkampioenschappen alpineskiën 2017. Op dit toernooi eindigde ze als dertigste op de slalom en als 36e op de reuzenslalom. In november 2017 scoorde de Nederlandse in Killington haar eerste wereldbekerpunten.
Op de wereldkampioenschappen alpineskiën 2019 in Åre eindigde Jelínková als negentiende op de slalom en als 33e op de reuzenslalom. In november 2020 behaalde ze in Lech-Zürs haar eerste toptienklassering in een wereldbekerwedstrijd. Hiermee werd ze de beste Nederlandse skiester tot nu toe (dec 2020). In januari 2021 behaalde ze wederom een goed resultaat op een wereldbekerwedstrijd, waarmee ze heeft voldaan aan de kwalificatie-eisen van het NOC*NSF om deel te nemen aan de Olympische Winterspelen van 2022. Ze was de derde Nederlandse alpineskiester na Margriet Prajoux-Bouma op de Olympische Winterspelen 1952 en Gratia Schimmelpenninck van der Oye op de Olympische Winterspelen 1936. Jelínková hield bij de reuzenslalom op 7 februari tijdens de eerste run in het tweede deel van het parcours een bocht niet en miste een poortje waardoor ze de tweede run miste. Jelínková trok zich terug voor de slalom.

## Resultaten

### Olympische Spelen
| Jaar | Plaats | Resultaten                  |
| ---- | ------ | --------------------------- |
| 2022 | Peking | DNF Reuzenslalom DNS Slalom |

### Wereldkampioenschappen
| Jaar | Plaats               | Resultaten                                      |
| ---- | -------------------- | ----------------------------------------------- |
| 2013 | Schladming           | 40e Reuzenslalom                                |
| 2015 | Vail & Beaver Creek  | DNS Slalom                                      |
| 2017 | Sankt Moritz         | 30e Slalom 36e Reuzenslalom                     |
| 2019 | Åre                  | 19e Slalom 33e Reuzenslalom                     |
|      |                      |                                                 |
| 2023 | Courchevel & Méribel | DNF Slalom 29e Reuzenslalom 10e Landenwedstrijd |
| 2025 | Saalbach             | DNS Reuzenslalom                                |

### Olympische Jeugdwinterspelen
| Jaar | Plaats    | Resultaten                                                     |
| ---- | --------- | -------------------------------------------------------------- |
| 2012 | Innsbruck | Alpine combinatie · 6e Reuzenslalom · 13e Super G · DNF Slalom |

### Wereldbeker
Eindklasseringen
| Seizoen   | Algm | SL  | RS  | PAR | AC  |
| --------- | ---- | --- | --- | --- | --- |
| 2017/2018 | 108e | 55e | 47e |     | 38e |
| 2019/2020 | 126e | -   | -   | 46e | -   |
| 2020/2021 | 62e  | -   | 25e | 10e | -   |
| 2021/2022 | 123e | -   | 52e | -   | -   |
| 2023/2024 | 115e | -   | 47e | -   | -   |